# Гипнозис
«Гипно́зис» — российский многосерийный мистический триллер о троих друзьях, обладающих сверхъестественными способностями. В главных ролях: Даниил Страхов, Евгений Коряковский, Кирилл Кяро, Ростислав Бершауэр, Анастасия Волынская, Анастасия Куимова.
Премьера состоялась 3 апреля 2025 года онлайн-кинотеатре Okko.
Телесериал получил приз за лучший сценарий в рамках кинофестиваля контента стриминговых платформ «Original+».

## Сюжет
Инкассаторы везут 800 миллионов рублей в служебной машине. Неожиданно дорогу им преграждает незнакомка, и они вынуждены остановиться. Доехав до места назначения, инкассаторы обнаруживают пропажу денег, но не понимают, как это могло произойти, так как не помнят, чтобы их кто-то грабил, купюры словно испарились. За дело берётся адвокат Орехов (Ростислав Бершауэр), обладающий необычным даром, который он особо не афиширует — способностью видеть будущее и предвидеть, что случится с любым человеком. Орехов убеждён, что инкассаторы не крали денег, но куда они пропали, вычислить не может.
Вскоре один из клиентов Орехова совершает самоубийство, что выводит адвоката из себя. Он не понимает, почему не смог это предвидеть и начинает подозревать, что с его даром что-то произошло. Чтобы во всём разобраться, он решает встретиться с друзьями юности, с которыми познакомился и подружился в таинственном армейском учебном заведении для людей с паранормальными способностями. Один из них, Белозёров (Даниил Страхов), сейчас работает детективом — от него ничего не скроешь, потому что он умеет читать мысли людей. Другой ушёл в религию и стал священником (Кирилл Кяро) — он способен видеть прошлое.
Белозёров рассказывает друзьям о своей проблеме, они начинают выяснять, почему сверхспособности дали сбой, и приходят к выводу о том, что в их жизнь вернулся давний враг. Этот некто умеет с помощью гипноза манипулировать людьми и совершать их руками дерзкие преступления и, похоже, в его целях не только ограбления, но и месть героям за то, что они сделали в далёком прошлом…

## Производство
Телесериал снят совместно кинокомпаниями Look Film и «Место силы» при участии Originals Production по заказу онлайн-кинотеатра Okko.
Съёмочный процесс начался в ноябре 2023 года и продлился до конца января 2024 года.
Первый эпизод «Гипнозиса» был показан на российском фестивале контента «Original+» и получил награду за оригинальный сценарий и специальный диплом за смелую концепцию.
Трейлер телесериала вышел 27 февраля 2025 года.
Премьера состоялась 3 апреля 2025 года на платформе онлайн-кинотеатра Okko.

## Актёры и персонажи

### Главные роли
| Актёр               | Роль                                |
| ------------------- | ----------------------------------- |
| Анастасия Куимова   | Лия                                 |
| Даниил Страхов      | Виталий Белозёров, частный детектив |
| Евгений Коряковский | Олег Пескунов                       |
| Кирилл Кяро         | Григорий Обухов, священник          |
| Ростислав Бершауэр  | Платон Орехов, адвокат              |
| Анастасия Волынская | Ева Шиманская, журналистка          |

### Роли второго плана / эпизоды
| Актёр                          | Роль                                    |
| ------------------------------ | --------------------------------------- |
| Александр Никулин              | генерал СК                              |
| Алексей Сахаров                | молодой Орехов                          |
| Алексей Фатеев                 | Сергей Караев                           |
| Анатолий Терёхин               | начальник колонии                       |
| Анна Ливанова                  | Маргарита Колесникова                   |
| Арина Макунина                 | Оля                                     |
| Аркадий Самойлов               | дежурный на КПП                         |
| Артемий Корочков               | игрок                                   |
| Аслан Томаев                   | Вадим Алханов                           |
| Веневьева Новицкая             | Жанна                                   |
| Вера Сапунова                  | Инга Рябова                             |
| Виктория Айзентир              | соседка в коммуналке                    |
| Виктория Бессонова             | Марина, жена Пескунова                  |
| Виталий Даушев                 | Константин Ковров                       |
| Дарья Калмыкова                | Виктория                                |
| Денис Баталенко                | молодой Григорий                        |
| Денис Нефёдов                  | сотрудник ФСИН                          |
| Дмитрий Иванюгин               | оператор                                |
| Дмитрий Кулаченко              | военный                                 |
| Дмитрий Сафронов               | бизнесмен                               |
| Екатерина Журавлёва            | Виолетта                                |
| Елена Алфёрова                 | Светлана, жена Белозёрова               |
| Игорь Климов                   | Олег Семёнович Бандурин, директор музея |
| Игорь Стаценко                 | генерал                                 |
| Илларион Маров                 | молодой Пескунов                        |
| Илья Арюпин                    | Стёпа                                   |
| Илья Оболонков                 | Игнатов                                 |
| Илья Фоменко                   | Мурат, криминальный авторитет           |
| Кирилл Светличный              | дневальный                              |
| Георгий Тополага               | Ефим Бабер, антиквар                    |
| Лада Брик                      | проститутка                             |
| Лев Семашков                   | Байков в молодости                      |
| Макар Карягин                  | Гоша                                    |
| Максим Сушко                   | охранник Вадима                         |
| Мариэтта Волкова               | Алёна, дочь Григория                    |
| Мария Баева                    | Татьяна                                 |
| Михаил Гурай                   | эпизод                                  |
| Михаил Коновалов               | бандит                                  |
| Михаил Салюк                   | техник                                  |
| Наталья Батрак                 | Зоя Павловна Дербенёва, доктор          |
| Никита Смольянинов             | Александр Петрович Шамов                |
| Николай Клямчук                | Иван Воеводин                           |
| Николай Козак                  | Андрей Тихонов, полковник               |
| Олег Солодухин                 | бизнесмен                               |
| Олег Фёдоров                   | помощник директора                      |
| Светлана Смирнова-Кацагаджиева | Юлия Смелянская, следователь            |
| Сергей Ершов                   | директор предприятия                    |
| Сергей Кореньков               | Валентин, патологоанатом                |
| Сергей Модин                   | продюсер                                |
| Сергей Новиков                 | охранник музея                          |
| Татьяна Журавлёва              | Камила                                  |
| Юлия Прокопова                 | фельдшер скорой помощи                  |
| Юлия Черепнина                 | психолог-гипнотерапевт                  |
| Ян Теплов                      | Максим Марков, ведущий                  |
| Ясмина Омерович                | Нелли Штейн                             |

## Сезоны и серии
| Серия | Дата выхода    |
| ----- | -------------- |
| 1     | 3 апреля 2025  |
| 2     | 10 апреля 2025 |
| 3     | 17 апреля 2025 |
| 4     | 24 апреля 2025 |
| 5     | 1 мая 2025     |
| 6     | 8 мая 2025     |
| 7     | 15 мая 2025    |
| 8     | 22 мая 2025    |

## Номинации и награды
| Премия                                                       | Год  | Категория             | Результат | Примечание |
| ------------------------------------------------------------ | ---- | --------------------- | --------- | ---------- |
| 4-й кинофестиваль контента стриминговых платформ «Original+» | 2025 | Оригинальный сценарий | Победа    | [ 1 ]      |

## О телесериале
Тимофей Жалнин, режиссёр:
Я давно хотел снять жанровую историю — триллер или фантастику. Но всё не попадалось хорошей истории, которая могла зацепить, увлечь меня самого как зрителя. Когда прочитал первый драфт «Гипнозиса», понял — это моё. Нуарный триллер с элементами фантастики. Но самое главное, в этой истории нет шаблонных и плоских героев — только плохих и только хороших. Там много оттенков из которых состоит человек. А с таким материалом всегда интересно работать.
Даниил Страхов, актёр:
Я отношусь к фантастическим сюжетам с большой осторожностью. В них легко всё списать на спасительное: «Это у нас жанр такой». Но режиссёр Тимофей Жалнин внимателен к деталям и нюансам, ему интересен твой взгляд, и при этом несомненна своя воля. Мне кажется, собралась команда неравнодушных и заводных людей.

## Критика
Екатерина Милицкая («Известия») пишет: «В год 35-летнего юбилея культового „Твин Пикса“ Дэвида Линча мода на мистические детективные триллеры выглядит особенно уместной. Жаль, пока ни один отечественный эксперимент в данном жанре так толком и не взлетел. Судьба „Гипнозиса“ тоже не выглядит совсем уж безоблачной, несмотря на тщательное соблюдение канонов мистического кино — обилие чёрно-зелёных фильтров, мигающий люминесцентный свет, густые потёки крови на стенах и нежданное явление мёртвых из темноты. Всё вроде хорошо — ан всё же что-то нехорошо. Может, проблема как раз в реалистической части? Создатели „Гипнозиса“ вполне талантливо нагнетают атмосферу, но когда кто-то из младших командиров воинской части с порога заявляет толпе салаг: „В каждом из вас есть потенциал“, служившие у телеэкранов разочарованно вздыхают. Возможно, консультант по этой части пошёл бы телешоу на пользу».
Редакция портала «Киногуру»: «„Гипнозис“ не скрывает своей любви к супергероике — причём не к ярко-марвеловской, а нуарной, близкой к вселенной DC. Тайная встреча троих друзей проходит на крыше небоскрёба на фоне светящегося огнями комплекса „Москва-Сити“ — и в этом легко угадывается реверанс Бэтмену. Мрачная, холодная Москва „Гипнозиса“ и правда чем-то напоминает Готэм: в салонах закрытых мужских клубов раскуривают сигары, а по улицам разгуливает одновременно притягательная и отталкивающая Лия».